# نبرد بیت زکریا
نبرد بیت زکریا نبردی بود که در حدود مه ۱۶۲ پیش از میلاد در جریان شورش مکابیان روی داد. شورشیان یهودی به رهبری یهودا مکابیوس (یهودا مکابی) از یک طرف و ارتش امپراتوری سلوکی، که کنترل سوریه را در دست داشتند، از طرف دیگر دو جناح درگیر در این نبرد بودند. نبرد در بیت زکریا (خربت بیت زکریه امروزی) بود که منجر به پیروزی سلوکیان شد و شورشیان مجبور به عقب‌نشینی از میدان نبرد شدند. برادر یهودا الازار آواران در نبرد با یک فیل جنگی جان باخت. این شکست به سلوکیان اجازه داد تا به لشکرکشی خود ادامه دهند و شهر مقدس یهودیان اورشلیم را محاصره کنند.

## لشکرکشی لیزیاس

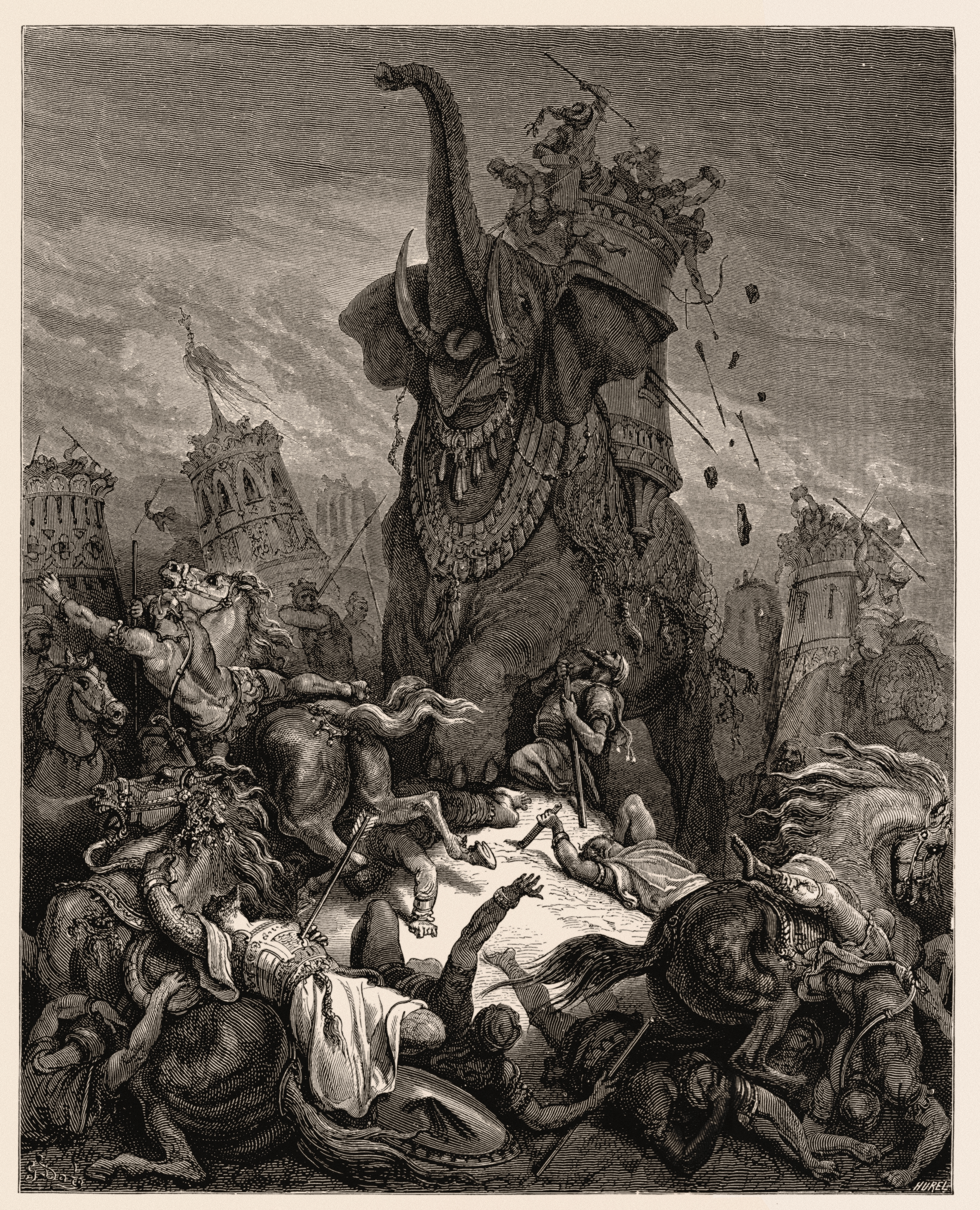
پایمال شدن الازار آوران توسط یک فیل جنگی. آداسا آخرین نبرد با استفاده قابل توجه از فیل‌های جنگی برای سلوکیان خواهد بود، زیرا رومی‌ها فیل‌های باقی مانده را در ماه‌های بعدی لنگ خواهند کرد. تصویرسازی توسط گوستاو دوره در سال ۱۸۶۶.

## دستاوردها

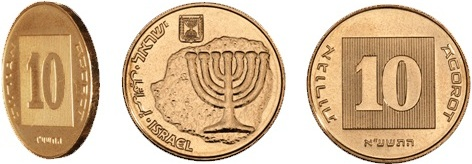
سکه حنوکا